# Съдебна палата (Бургас)
Вижте пояснителната страница за други значения на Съдебна палата.
Съдебната палата е административна сграда в град Бургас, България. Разположена е на централния площад (известен като „Тройката“) на адрес ул. „Александровска“ №101.
Сградата е построена през 1980-те години за партиен дом на Българската комунистическа партия. През 1990 година е национализирана и от 1991 година в нея се помещава новосъздаденият Бургаски свободен университет. През 2004 година той се премества в нова сграда, а бившият партиен дом е превърнат в съдебна палата, в която се помещават всички бургаски съдилища (районен, окръжен, апелативен и административен съд) и органи на прокуратурата (районна, окръжна и апелативна прокуратура).